# Ardath
Ardath is een plaats in de regio Wheatbelt in West-Australië. Het ligt 255 kilometer ten oosten van Perth, 48 kilometer ten noordoosten van Corrigin en 20 kilometer ten zuiden van Bruce Rock. In 2021 telde Ardath 51 inwoners.

## Geschiedenis
Ten tijde van de Europese kolonisatie leefden de Njakinjaki Nyungah Aborigines in de streek.
Ardath werd in april 1914 gesticht langs de spoorweg tussen Corrigin en Bruce Rock. Het kreeg eerst de naam Kerkenin maar werd in 1915 hernoemd om verwarring met het plaatsje Kukerin te voorkomen. De toenmalige staatssecretaris voor de spoorwegen stelde Ardath voor. Het is de naam van een profeet maar zou ook uit de roman Ardath, the Story of a Dead Past van Marie Corelli afkomstig kunnen zijn.
In 1932 werd aangekondigd dat er twee kranen aan het nevenspoor zouden worden geplaatst om het geproduceerde graan uit de streek in bulk te kunnen vervoeren. Op 1 december werd er een graansilo in bedrijf genomen.
Tijdens de Tweede Wereldoorlog was er een munitiedepot in Ardath gevestigd.

## 21e eeuw
Ardath maakt deel uit van het landbouwdistrict Shire of Bruce Rock. Ardath was in 2012 nog een verzamel- en ophaalpunt voor de oogst van de graanproducenten uit de streek die bij de Co-operative Bulk Handling Group aangesloten waren maar in 2019 was dit niet langer het geval.
Er is een tennis- en een golfclub in Ardath.

## Bezienswaardigheden
- Ardath Hotel, een hotel uit 1925[10]

## Transport
De Great Eastern Highway kan via Bruce Rock bereikt worden.

## Klimaat
Ardath kent een koud steppeklimaat, BSk volgens de klimaatclassificatie van Köppen. De gemiddelde jaarlijkse temperatuur bedraagt 17,2 °C en de gemiddelde jaarlijkse neerslag ligt rond 321 mm.

## Galerij

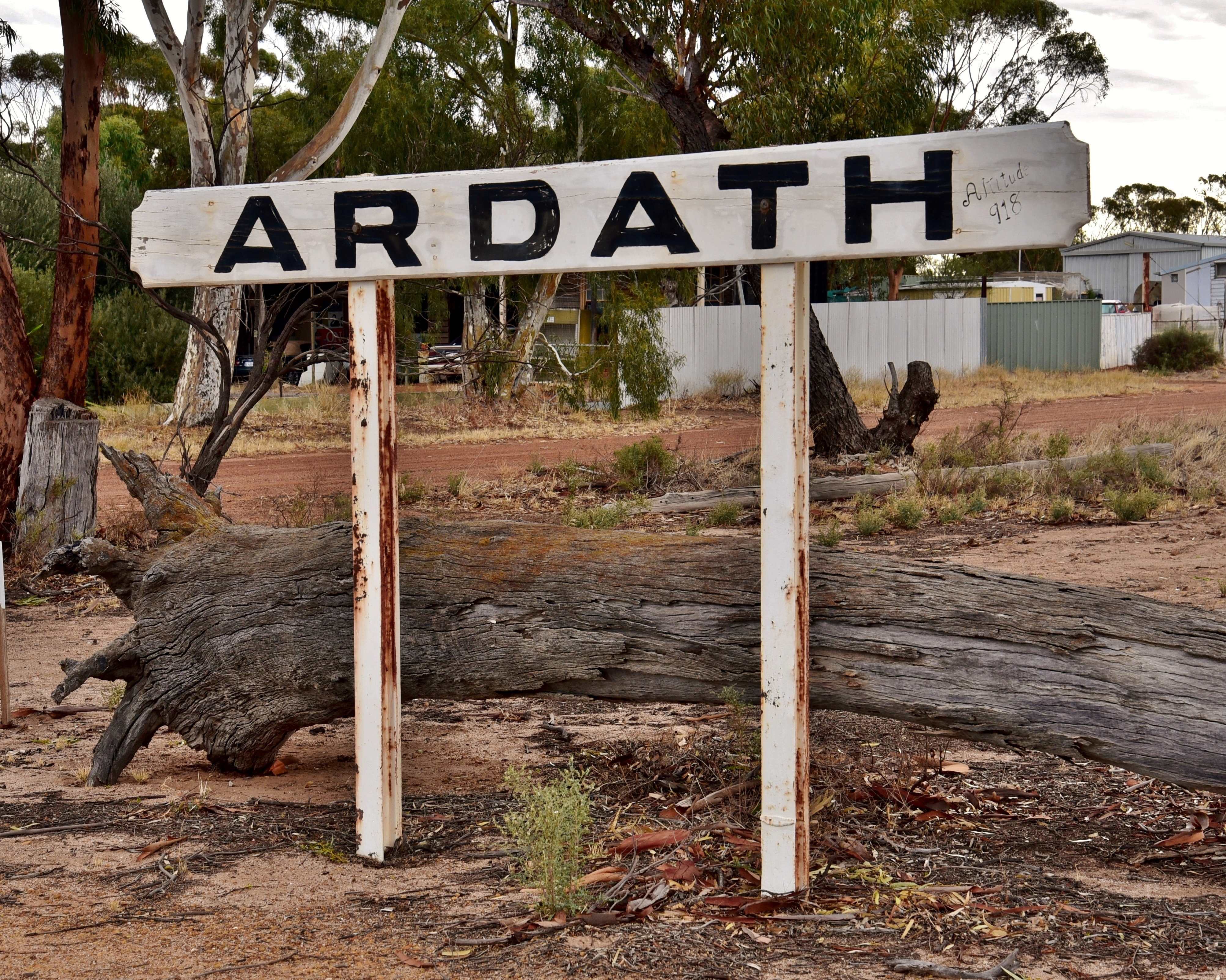
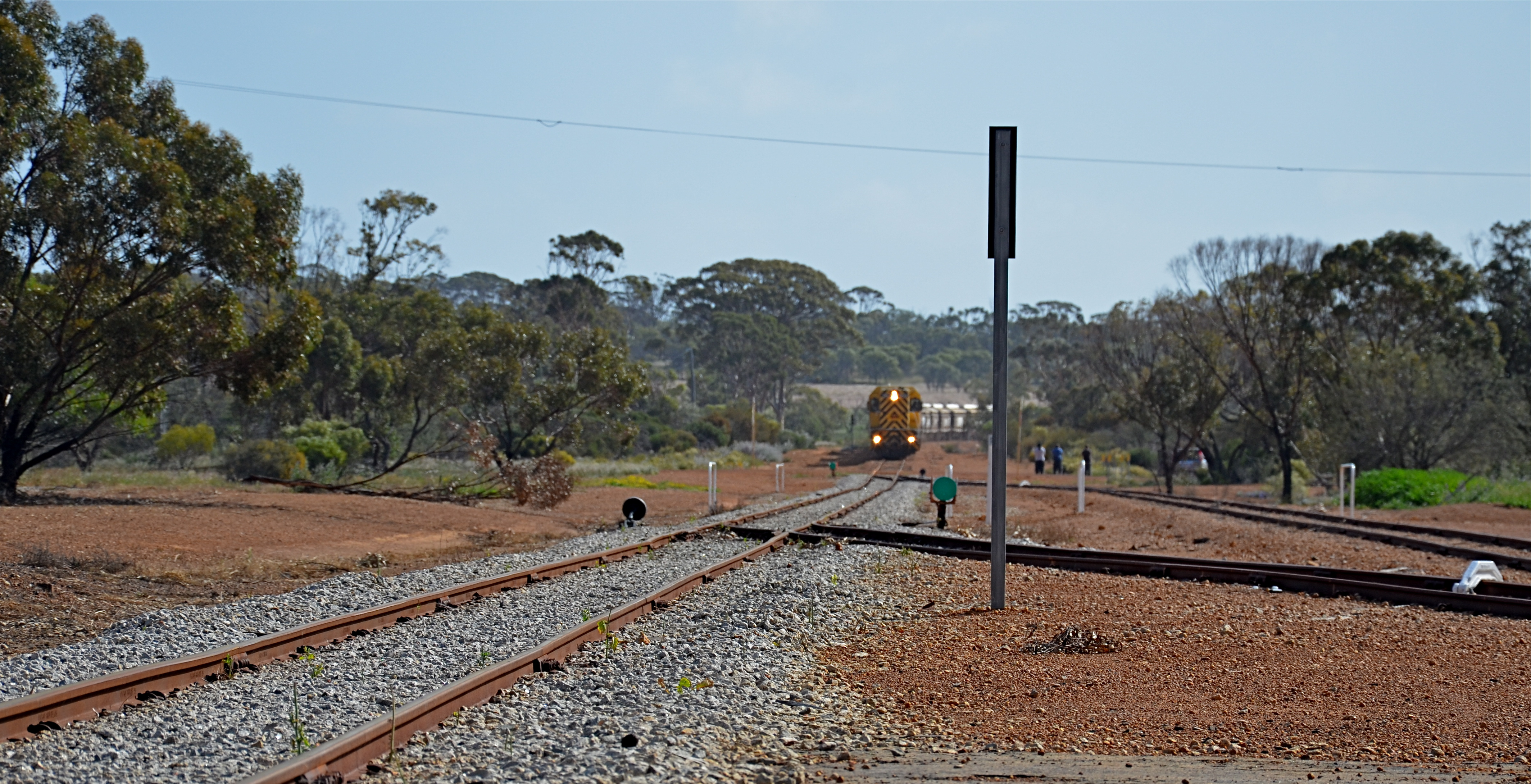
grens spoorwegbundel
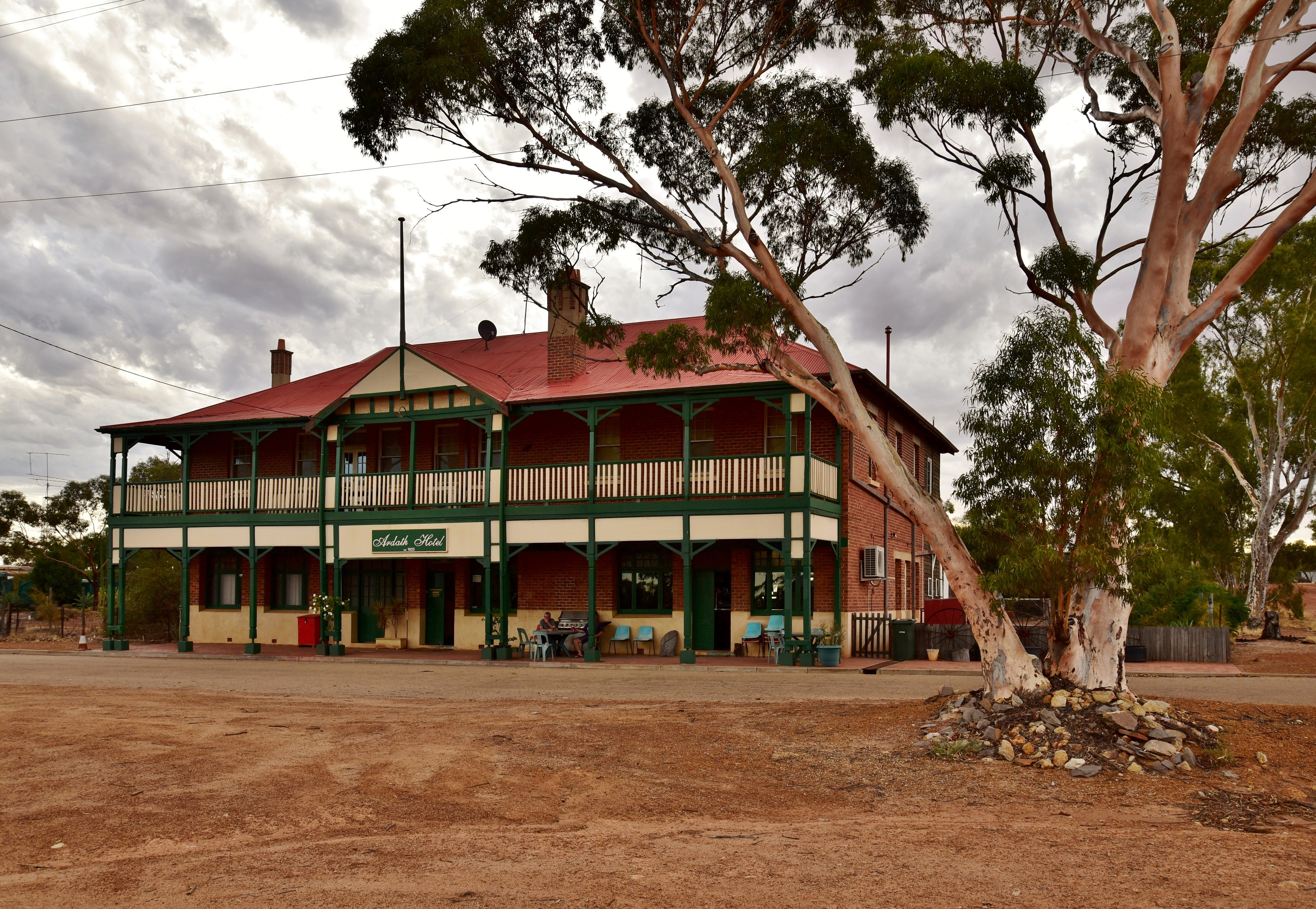
Ardath Hotel uit 1925
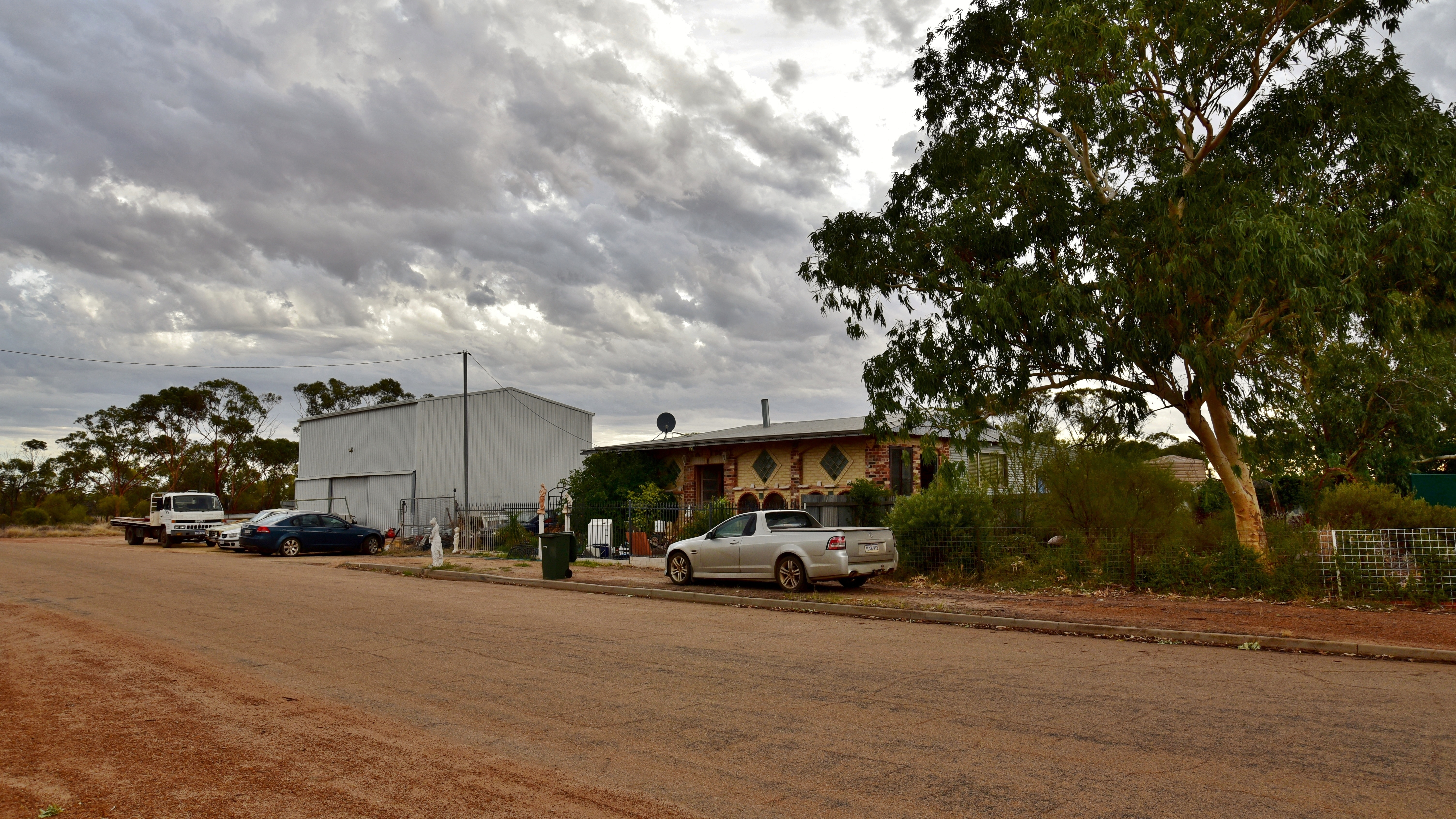
hoofdstraat

Aldersyde · Amery · Ardath · Arthur River · Baandee · Babakin · Badgingarra · Badjaling · Bailup · Bakers Hill · Balkuling · Ballaying · Ballidu · Beacon · Beenong · Beermullah · Bejoording · Belka · Bencubbin · Bendering · Benjaberring · Beverley · Bilbarin · Bindi Bindi · Bindoon · Bodallin · Bolgart · Bonnie Rock · Boolading · Booraan · Brookton · Bruce Rock · Bullaring · Bullfinch · Bulyee · Bungulla · Buntine · Burakin · Burracoppin · Cadoux · Calingiri · Campion · Caraban · Carrabin · Cataby · Cervantes · Chandler · Chittering · Clackline · Cold Harbour · Congelin · Coomberdale · Copley · Corrigin · Cowcowing · Crossman · Cuballing · Culbin · Cunderdin · Dalwallinu · Dandaragan · Dangin · Darkan · Dattening · Dongolocking · Doodlakine · Dowerin · Dudinin · Dumbleyung · Duranillin · Dwarda · Ejanding · Elabbin · Erikin · Gabbin · Gingin · Goomalling ·  Grass Valley · Greenhills · Guilderton · Gwambygine · Harrismith · Highbury · Hines Hill · Holt Rock · Hyden · Jelcobine · Jennacubbine · Jennapullin · Jitarning · Jurien Bay · Kalannie · Karlgarin · Kellerberrin · Kondinin · Kondut · Koojan · Koolyanobbing · Koorda · Korbel · Korrelocking · Kukerin · Kulin · Kulja · Kulyaling · Kunjin · Kununoppin · Kweda · Kwelkan · Kwolyin · Lancelin · Lake Brown · Lake Grace · Lake King · Ledge Point · Manmanning · Marvel Loch · Meckering · Meenaar · Merredin · Miling · Minnivale · Mogumber · Mokine · Moodiarrup · Mooliabeenee · Moora · Moorine Rock · Moorumbine · Moulyinning · Mount Hardey · Mount Kokeby · Mount Walker · Muchea · Mukinbudin · Muntadgin · Nalya · Nangeenan · Narembeen · Narrogin · New Norcia · Newdegate · Nilgen · Nokaning · North Bannister · Northam · Nukarni · Nungarin · Pantapin · Piawaning · Piesseville · Pingaring · Pingelly · Pithara · Popanyinning · Quairading · Quindanning · Regans Ford · Seabird · Shackleton · Southern Cross · Spencers Brook · Tammin · Tincurrin · Toodyay · Trayning · Varley · Wagin · Walebing · Walgoolan · Wandering · Wannamal · Watheroo · Welbungin · West Dale · West Toodyay · Westonia · Wialki · Wickepin · Wilbinga · Williams · Wongan Hills · Woodridge · Wubin · Wundowie · Wyalkatchem · Yealering · Yelbeni · Yellowdine · Yilliminning · Yerecoin · York · Yorkrakine · Yornaning · Yoting · Youndegin